# Station London Cannon Street
Cannon Street is een station van National Rail en de metro van Londen aan de District Line en Circle Line. Het station is gelegen in het hart van de City of London en is geopend in 1866.
- Library of Congress Control Number: n2013060411
- Virtual International Authority File: 307421602